# Silan Bog
"Silan Bog" (eng. "Awesome God") je poznata kršćanska pjesma koju je skladao američki tekstopisac Rich Mullins. Pjesma se prvi put pojavila u Mullinsovom albumu Winds of Heaven, Stuff of Earth iz 1988. godine.

## Naslov pjesme
Naslov pjesme je nadahnut biblijskim izrazom (Nehemija 1:5, Nehemija 9:32, Psalam 47, Daniel 9:4, itd.), različito prevedenim kao "Silan Bog" ("Awesome God"), (prema inačici Židovske izdavačke zajednice Amerike, na staromodnom engleskom znači "koji ulijeva starhopoštovanje" ("awe-inspiring"), "velik" ("great") (prema Bibliji kralja Jakova) među drugim alternativama.

## Autorovo mišljenje o pjesmi
Mullins ovu pjesmu nije smatrao jednom od svojih najboljih pjesama. U izjavi za The Lighthouse Electronic Magazine u travnju 1996. je rekao:
Znate, stvar koju volim u vezi pjesme "Silan Bog" je ta što je jedna od najgore napisanih pjesama koje sam ikada napisao; to je jednostavno loše napravljeno. No stvar je ponekad takva, ja mislim, kada postanete previše svjesni toga kako postati tekstopiscem, da poruke postaju vozilo za materijal. To je iskušenje koje po mojem mišljenju imaju svi tekstopisci. Ja mislim da je veliki tekstopisac onaj koji je sposoban prihvatiti vrlo smislene komade mudrosti - ili loše ili kako god - i može ih izgovoriti na način kako bi ljudi vrlo vjerojatno reagirali. No, ono što im ti želiš odgovoriti nije u tome kako si nešto pametno učinio; ono što im ti želiš poručiti jest tvoja poruka.

## Korištenje
Pjesma se može koristiti kao himan i može se pjevati zborno, samostalno ili miješano. Često se pjeva na susretima katoličkih mladeži i na misama.

### Obrade
Puno je kršćanskih glazbenih sastava izvodilo inačice pjesme u raznim stilovima, od ska do swinga do straight rocka i tradicionalnog vjerničkog stila.
Strani izvođači i sastavi koji su obradili pjesmu:
- DJ Tony Foxx
- Helen Baylor
- Hillsong United
- Judean Radiostatic
- Ich Troje
- Michael W. Smith
- Unashamed

Pjesmu su također obradili neki domaći izvođači i sastavi:
- Agape
- Emanuel
- Fides
- Luka Balvan

## Vanjske poveznice
- Izvorni tekst pjesme (engleski)
- Tekst pjesme na hrv. jeziku  Arhivirana inačica izvorne stranice od 21. rujna 2011. (Wayback Machine) (hrvatski)